# Redukcja beta
Redukcja β to najważniejsze przekształcenie w rachunku lambda,
odpowiadające aplikacji funkcji.
Relację {\displaystyle \beta }-redukcji nazywamy najmniejszą relację {\displaystyle \to _{\beta }\subset \Lambda \times \Lambda } taką, że:
- {\displaystyle (\lambda x.M)N\to _{\beta }M[x:=N],}
- Jeśli {\displaystyle M\to _{\beta }M'} to, {\displaystyle MN\to _{\beta }M'N,} {\displaystyle NM\to _{\beta }NM'} oraz {\displaystyle \lambda x.M\to _{\beta }\lambda x.M'}

Najmniejszą zwrotną i przechodnią relację zawierającą {\displaystyle \to _{\beta }} oznacza się {\displaystyle \twoheadrightarrow _{\beta },} zaś najmniejszą zwrotną, przechodnią i symetryczną – {\displaystyle =_{\beta }.}